# Vas, Kostel
Vas je obmejno obcestno naselje v Občini Kostel z nekaj nad 50 prebivalci. Je v dolini Kolpe na terasi ob izlivu potoka Topli jarek južno od ceste Kočevje–Petrina. Vas je središčno naselje na Kostelskem, v katerem je od leta 2015 sedež občine.
Polja na rečni terasi so rodovitna in obdelana, prevladuje živinoreja.